# 杏林大学
杏林大学（日语：きょうりんだいがく），简称杏林大，是一所本部位于东京都三鹰市新川6-20-2的日本的私立大学。1970年设立。
杏林大学拥有位于三鹰市和八王子市的三个校区，是一所设有四个学部的以医科为主并设文科的私立大学。1970年由松田进勇创立。办学精神为“探究真·善·美”。大学拥有6年制临床医学专业，其大学附属医院杏林大学医学部付属病院位于三鹰市。

## 校园
- 三鷹校园(总部) - 东京都三鷹市新川6-20-2
- 井之頭校园 - 东京都三鷹市下連雀5-4-1
- 八王子校园 - 东京都八王子市宮下町476

## 教学机构

### 学部
- 医学部
- 保健学部
- 総合政策学部
- 外国語学部

### 大学院
- 医学研究科
- 保健学研究科
- 国際協力研究科

## 著名相关人士

### 教师
- 金田一秀穂
- 冢本庆一（已故）